# Calificările pentru Campionatul Mondial de Fotbal 2014 (UEFA) – Grupa A
Grupa A din Calificările pentru Campionatul Mondial de Fotbal 2014 (UEFA) a fost o grupă din zona de calificări UEFA pentru Campionatul Mondial de Fotbal 2014. Din grupă au făcut parte Belgia, Croația, Macedonia, Scoția, Serbia și Țara Galilor.
Câștigătoarea grupei, Belgia, s-a calificat direct la Campionatul Mondial de Fotbal 2014. Cea de-a doua clasată, Croația, s-a calificat în barajul pentru accederea la Campionatul Mondial de Fotbal 2014.

## Clasament
| Echipa            | MJ | V | E | Î | GM | GP | G   | Pct |
| ----------------- | -- | - | - | - | -- | -- | --- | --- |
| Belgia            | 10 | 8 | 2 | 0 | 18 | 4  | +14 | 26  |
| Croația           | 10 | 5 | 2 | 3 | 12 | 9  | +3  | 17  |
| Serbia            | 10 | 4 | 2 | 4 | 18 | 11 | +7  | 14  |
| Scoția            | 10 | 3 | 2 | 5 | 8  | 12 | −4  | 11  |
| Țara Galilor      | 10 | 3 | 1 | 6 | 9  | 20 | −11 | 10  |
| Macedonia de Nord | 10 | 2 | 1 | 7 | 7  | 16 | −9  | 7   |

|                   | Belgia | Croația | Macedonia de Nord | Scoția | Serbia | Țara Galilor |
| ----------------- | ------ | ------- | ----------------- | ------ | ------ | ------------ |
| Belgia            | —      | 1–1     | 1–0               | 2–0    | 2–1    | 1–1          |
| Croația           | 1–2    | —       | 1–0               | 0–1    | 2–0    | 2–0          |
| Macedonia de Nord | 0–2    | 1–2     | —                 | 1–2    | 1–0    | 2–1          |
| Scoția            | 0–2    | 2–0     | 1–1               | —      | 0–0    | 1–2          |
| Serbia            | 0–3    | 1–1     | 5–1               | 2–0    | —      | 6–1          |
| Țara Galilor      | 0–2    | 1–2     | 1–0               | 2–1    | 0–3    | —            |

## Meciuri
Programul meciurilor a fost determinat la o întâlnire în Bruxelles, Belgia, pe 23 noiembrie 2011.
| Croația     | 1–0    | Macedonia de Nord |
| ----------- | ------ | ----------------- |
| Jelavić 69' | Report |                   |

| Țara Galilor | 0–2    | Belgia                     |
| ------------ | ------ | -------------------------- |
|              | Report | Kompany 42' Vertonghen 83' |

| Scoția | 0–0    | Serbia |
| ------ | ------ | ------ |
|        | Report |        |

| Serbia                                                                 | 6–1    | Țara Galilor |
| ---------------------------------------------------------------------- | ------ | ------------ |
| Kolarov 16' Tošić 24' Đuričić 37' Tadić 55' Ivanović 80' Sulejmani 90' | Report | Bale 31'     |

| Belgia       | 1–1    | Croația    |
| ------------ | ------ | ---------- |
| Gillet 45+1' | Report | Perišić 6' |

| Scoția     | 1–1    | Macedonia de Nord |
| ---------- | ------ | ----------------- |
| Miller 43' | Report | Noveski 11'       |

| Macedonia de Nord | 1–2    | Croația                 |
| ----------------- | ------ | ----------------------- |
| Ibraimi 16'       | Report | Ćorluka 33' Rakitić 60' |

| Serbia | 0–3    | Belgia                                   |
| ------ | ------ | ---------------------------------------- |
|        | Report | Benteke 34' De Bruyne 68' Mirallas 90+1' |

| Țara Galilor         | 2–1    | Scoția       |
| -------------------- | ------ | ------------ |
| Bale 80' (pen.), 87' | Report | Morrison 27' |

| Croația                   | 2–0    | Țara Galilor |
| ------------------------- | ------ | ------------ |
| Mandžukić 27' Eduardo 57' | Report |              |

| Macedonia de Nord  | 1–0    | Serbia |
| ------------------ | ------ | ------ |
| Ibraimi 59' (pen.) | Report |        |

| Belgia                  | 2–0    | Scoția |
| ----------------------- | ------ | ------ |
| Benteke 68' Kompany 71' | Report |        |

| Croația                | 2–0    | Serbia |
| ---------------------- | ------ | ------ |
| Mandžukić 23' Olić 37' | Report |        |

| Macedonia de Nord | 0–2    | Belgia                          |
| ----------------- | ------ | ------------------------------- |
|                   | Report | De Bruyne 26' Hazard 62' (pen.) |

| Scoția       | 1–2    | Țara Galilor                      |
| ------------ | ------ | --------------------------------- |
| Hanley 45+2' | Report | Ramsey 72' (pen.) Robson-Kanu 74' |

| Serbia           | 2–0    | Scoția |
| ---------------- | ------ | ------ |
| Đuričić 60', 66' | Report |        |

| Belgia     | 1–0    | Macedonia de Nord |
| ---------- | ------ | ----------------- |
| Hazard 62' | Report |                   |

| Țara Galilor    | 1–2    | Croația                |
| --------------- | ------ | ---------------------- |
| Bale 21' (pen.) | Report | Lovren 77' Eduardo 87' |

| Croația | 0–1    | Scoția        |
| ------- | ------ | ------------- |
|         | Report | Snodgrass 26' |

| Belgia                     | 2–1    | Serbia      |
| -------------------------- | ------ | ----------- |
| De Bruyne 13' Fellaini 60' | Report | Kolarov 87' |

| Macedonia de Nord             | 2–1    | Țara Galilor      |
| ----------------------------- | ------ | ----------------- |
| Tričkovski 20' Trajkovski 80' | Report | Ramsey 39' (pen.) |

| Serbia       | 1–1    | Croația       |
| ------------ | ------ | ------------- |
| Mitrović 66' | Report | Mandžukić 53' |

| Scoția | 0–2    | Belgia                  |
| ------ | ------ | ----------------------- |
|        | Report | Defour 34' Mirallas 89' |

| Macedonia de Nord | 1–2    | Scoția               |
| ----------------- | ------ | -------------------- |
| Kostovski 85'     | Report | Anya 60' Maloney 89' |

| Țara Galilor | 0–3    | Serbia                               |
| ------------ | ------ | ------------------------------------ |
|              | Report | Đorđević 8' Kolarov 38' Marković 55' |

| Croația      | 1–2    | Belgia          |
| ------------ | ------ | --------------- |
| Kranjčar 84' | Report | Lukaku 16', 38' |

| Țara Galilor | 1–0    | Macedonia de Nord |
| ------------ | ------ | ----------------- |
| Church 67'   | Report |                   |

| Serbia                                                        | 5–1    | Macedonia de Nord |
| ------------------------------------------------------------- | ------ | ----------------- |
| Tosic 16' Basta 19' Kolarov 38' (pen.) Tadić 54' Šćepović 74' | Report | Jahović 83'       |

| Belgia        | 1–1    | Țara Galilor |
| ------------- | ------ | ------------ |
| De Bruyne 64' | Report | Ramsey 88'   |

| Scoția                     | 2–0    | Croația |
| -------------------------- | ------ | ------- |
| Snodgrass 28' Naismith 73' | Report |         |

## Marcatori
S-au marcat 72 de goluri în 30 de meciuri, cu o medie de 2,40 goluri per meci.
4 goluri
| - Aleksandar Kolarov | - Gareth Bale | - Kevin De Bruyne |

3 goluri
| - Filip Đuričić | - Aaron Ramsey | - Mario Mandžukić |

2 goluri
| - Dušan Tadić - Zoran Tošić - Eden Hazard - Vincent Kompany | - Romelu Lukaku - Kevin Mirallas - Christian Benteke | - Agim Ibraimi - Robert Snodgrass - Eduardo da Silva |

1 gol
| - Steven Defour - Marouane Fellaini - Guillaume Gillet - Jan Vertonghen - Vedran Ćorluka - Nikica Jelavić - Niko Kranjčar - Dejan Lovren - Ivica Olić - Ivan Perišić - Ivan Rakitić | - Adis Jahović - Jovan Kostovski - Nikolče Noveski - Aleksandar Trajkovski - Ivan Tričkovski - Ikechi Anya - Grant Hanley - Shaun Maloney - Kenny Miller - James Morrison - Steven Naismith | - Dušan Basta - Filip Đorđević - Branislav Ivanović - Lazar Marković - Aleksandar Mitrović - Stefan Šćepović - Miralem Sulejmani - Hal Robson-Kanu - Simon Church |

## Disciplină
| Poz. | Jucător             | Țara              | Cartonaș galben | Cartonaș roșu | Suspendat pentru meciul                                      | Motiv                       |
| ---- | ------------------- | ----------------- | --------------- | ------------- | ------------------------------------------------------------ | --------------------------- |
| F    | Milan Biševac       | Serbia            | 4               | 0             | vs Croația (22 martie 2013) vs Croația (6 septembrie 2013)   | Cumul de cartonașe          |
| M    | Guillaume Gillet    | Belgia            | 2               | 0             | vs Serbia (12 octombrie 2012)                                | Cumul de cartonașe          |
| M    | Aaron Ramsey        | Țara Galilor      | 2               | 0             | vs Croația (16 octombrie 2012)                               | Cumul de cartonașe          |
| M    | Ognjen Vukojević    | Croația           | 3               | 0             | vs Țara Galilor (16 octombrie 2012)                          | Cumul de cartonașe          |
| A    | Goran Pandev        | Macedonia de Nord | 3               | 0             | vs Serbia (16 octombrie 2012)                                | Cumul de cartonașe          |
| F    | Daniel Georgievski  | Macedonia de Nord | 2               | 0             | vs Belgia (22 martie 2013)                                   | Cumul de cartonașe          |
| F    | Aleksandar Kolarov  | Serbia            | 2               | 0             | vs Scoția (26 martie 2013)                                   | Cumul de cartonașe          |
| F    | Boban Grncarov      | Macedonia de Nord | 2               | 0             | vs Belgia (26 martie 2013)                                   | Cumul de cartonașe          |
| M    | Muhamed Demiri      | Macedonia de Nord | 2               | 0             | vs Belgia (26 martie 2013)                                   | Cumul de cartonașe          |
| F    | Matija Nastasić     | Serbia            | 2               | 0             | vs Belgia (7 iunie 2013)                                     | Cumul de cartonașe          |
| M    | Charlie Adam        | Scoția            | 2               | 0             | vs Croația (7 iunie 2013)                                    | Cumul de cartonașe          |
| F    | Vedran Ćorluka      | Croația           | 3               | 0             | vs Scoția (7 iunie 2013)                                     | Cumul de cartonașe          |
| F    | Dejan Lovren        | Croația           | 2               | 0             | vs Scoția (7 iunie 2013)                                     | Cumul de cartonașe          |
| M    | Luka Modrić         | Croația           | 3               | 0             | vs Scoția (7 iunie 2013)                                     | Cumul de cartonașe          |
| M    | Ferhan Hasani       | Macedonia de Nord | 2               | 0             | vs Țara Galilor (6 septembrie 2013)                          | Cumul de cartonașe          |
| F    | Hal Robson-Kanu     | Țara Galilor      | 2               | 0             | vs Macedonia (6 septembrie 2013)                             | Cumul de cartonașe          |
| P    | Allan McGregor      | Scoția            | 2               | 0             | vs Belgia (6 septembrie 2013)                                | Cumul de cartonașe          |
| M    | Agim Ibraimi        | Macedonia de Nord | 2               | 0             | vs Scoția (10 septembrie 2013)                               | Cumul de cartonașe          |
| A    | Aleksandar Mitrovic | Serbia            | 2               | 0             | vs Țara Galilor (10 septembrie 2013)                         | Cumul de cartonașe          |
| M    | Zoran Tošić         | Serbia            | 2               | 0             | vs Țara Galilor (10 septembrie 2013)                         | Cumul de cartonașe          |
| M    | Darijo Srna         | Croația           | 2               | 0             | vs Belgia (11 octombrie 2013)                                | Cumul de cartonașe          |
| F    | Steven Whittaker    | Scoția            | 2               | 0             | vs Croația (15 octombrie 2013)                               | Cumul de cartonașe          |
| M    | Andrew Crofts       | Țara Galilor      | 2               | 0             | vs Macedonia (11 octombrie 2013)                             | Cumul de cartonașe          |
| M    | Ljubomir Fejsa      | Serbia            | 2               | 0             | vs Macedonia (15 octombrie 2013)                             | Cumul de cartonașe          |
| M    | Marouane Fellaini   | Belgia            | 2               | 0             | vs Țara Galilor (15 octombrie 2013)                          | Cumul de cartonașe          |
| F    | Vanče Šikov         | Macedonia de Nord | 2               | 0             | vs Serbia (15 octombrie 2013)                                | Cumul de cartonașe          |
| F    | James Collins       | Țara Galilor      | 0               | 1             | vs Serbia (11 septembrie 2012)                               | Eliminat                    |
| F    | Nenad Tomović       | Serbia            | 0               | 1             | vs Croația (22 martie 2013)                                  | Eliminat                    |
| M    | Robert Snodgrass    | Scoția            | 4               | 1             | vs Serbia (26 martie 2013) vs Macedonia (10 septembrie 2013) | Eliminat Cumul de cartonașe |
| M    | Aaron Ramsey        | Țara Galilor      | 0               | 1             | vs Croația (26 martie 2013)                                  | Eliminat                    |
| M    | Nemanja Matić       | Serbia            | 2               | 1             | vs Țara Galilor (10 septembrie 2013)                         | Eliminat                    |
| F    | Josip Šimunić       | Croația           | 1               | 1             | vs Belgia (11 octombrie 2013) vs Scoția (15 octombrie 2013)  | Eliminat                    |